# Бофор (сирене)
Бофор (на френски: Beaufort) е вид полутвърдо френско сирене от краве мляко, което се произвежда само във френската област Савоя. По своите качества и външен вид прилича на швейцарското сирене грюер.

## История
Родина на сиренето бофор е Савоя, в подножието на Алпите. Първоначално започват да го правят местните монаси по стари рецепти от времето на Римската империя. През средните векове сиренето се прави както в местните манастири, така и в селски ферми, а през ХVІІІ век сиренето става известно под името „вашрен“ (Vacherin; от френски: vache – крава).
Съвременното название на сиренето – Beaufort, се появява през 1865 г., по името на малко алпийско село, в района на което се развива първоначално неговото производство.
На 4 април 1968 г. бофор е сертифицирано като сирене с контролиран произход – AOC. Оттогава района на неговото производство обхваща четири алпийски долини в Савоя – Бофортен, частично Вал д'Арли, Тарантес и Мориен.

## Характеристика
Сиренето се прави на плоски цилиндрични пити с вдлъбнат ръб, с диаметър: 30 – 70 cm, дебелина: 10 – 16 cm и тегло: 12 – 70 kg. Кората е равна, гладка, с жълтеникав цвят. Бофор има гладка и еластична консистенция, с цвят на слонова кост, с приятен плодов аромат и леко солен вкус. Съдържанието на мазнини е не по-малко от 48%. Бофор е богат на калций и белтъчини.

## Производство
За производството на бофор се използва сурово краве мляко. За получаването на един килограм сирене са необходими 11 литра мляко. В загрятото до 33 °C мляко се добавя закваска, като се използват културите Streptococcus thermophilus, Lactobacillus helveticus и Lactobacillus lactis. След като млякото се пресече, сместа се загрява до 53 – 54 °C като се разбърква непрекъснато, за да се отдели излишната влага. След това сиренето се увива в ленени кърпи, поставени в дървени обръчи, покрити с кръгове и се поставя за 20 часа под преса. По време на пресоването сирене се преобръща няколко пъти като се сменят и кърпите. Сиренето отлежава един ден, след което се осолява в солна баня и се складира в изби на дървени рафтове от смърч, за да зрее.
Бофор зрее от 5 до 12 месеца, понякога до 2 години. В избите се поддържа температура не по-висока от 10 °C и висока влажност. Два пъти седмично, питите сирене се преобръщат и натриват със солен разтвор.

## Разновидности
Бофор се произвежда в четири разновидности:
- Бофор де Савоя (Beaufort de Savoie) – обикновен промишлен бофор, произвежда се целогодишно.
- Бофор д’ете (Beaufort d’été) – летен бофор, произвежда се лятото от юни до октомври;
- Бофор д’алпаж (Beaufort d’alpage) – алпийски бофор, произвежда се високо в алпийските ферми през зимата;
- Бофор д’ивер (Beaufort d'hiver) – зимен бофор, произвежда се на отдалечени пасища, смята се за зимно сирене.

## Консумация
Бофор се консумира нарязан на тънки филии, заедно със салати, плодове и особено с пушена сьомга. Сиренето е подходящо за всякакви ястия. То лесно се топи и може да се използва за приготвяне на фондю. Добре узрелият бофор се съчетава отлично с леки бели бургундски вина от типа Chablis, а по-младото сирене – с по-леки червени вина.